# Силинское сельское поселение
Силинское се́льское поселе́ние — муниципальное образование в Ардатовском районе Мордовии Российской Федерации.
Административный центр — село Силино.

## История
Статус и границы сельского поселения установлены Законом Республики Мордовия от 28 декабря 2004 года № 115-З «Об установлении границ муниципальных образований Ардатовского муниципального района, Ардатовского муниципального района и наделении их статусом сельского поселения, городского поселения и муниципального района».
В 2019 году в Силинское сельское поселение были включены все населённые пункты упразднённого Солдатского сельского поселения.

## Население
| 2002 | 2010 | 2012 | 2013 | 2014 | 2015 | 2016 |
| ---- | ---- | ---- | ---- | ---- | ---- | ---- |
| 348  | ↘274 | ↘254 | ↘239 | ↗410 | ↘388 | ↘381 |
| 2017 | 2018 | 2019 | 2020 | 2021 |      |      |
| ↘365 | ↘344 | ↘320 | ↗487 | ↘445 |      |      |

## Состав сельского поселения
| №  | Населённый пункт | Тип населённого пункта | Население |
| -- | ---------------- | ---------------------- | --------- |
| 1  | Малые Горки      | деревня                | ↘38       |
| 2  | Манадыши Первые  | село                   | ↘185      |
| 3  | Неусыпаевка      | деревня                | ↘17       |
| 4  | Силино           | село                   | ↘187      |
| 5  | Ульяновка        | деревня                | ↘20       |
| 6  | Черновка         | деревня                | ↘12       |
| 7  | Грозная Крепость | деревня                | ↘26       |
| 8  | Малое Игнатово   | деревня                | ↘35       |
| 9  | Никитино         | деревня                | ↘22       |
| 10 | Новоклейка       | деревня                | →1        |
| 11 | Солдатское       | село                   | ↘197      |